# دهوية (استبهان)
دهوية (بالفارسية: دهويه) هي منطقة سكنية تقع في فارس في إيران. يقدر عدد سكانها بـ 462 نسمة.